# العلاقات العراقية الكونغوية
العلاقات العراقية الكونغولية هي العلاقات الثنائية التي تجمع بين العراق وجمهورية الكونغو.

## مقارنة بين البلدين
هذه مقارنة عامة ومرجعية للدولتين:
| وجه المقارنة                                              | العراق                       | [[تصنيف:صفحات تستخدم رمز علم غير موجود\|]] جمهورية الكونغو |
| --------------------------------------------------------- | ---------------------------- | ---------------------------------------------------------- |
| المساحة (كم2)                                             | 437.07 ألف                   | 342.00 ألف                                                 |
| عدد السكان (نسمة)                                         | 38.27 مليون                  | 5.26 مليون                                                 |
| الكثافة السكانية (ن./كم²)                                 | 87.56                        | 15.38                                                      |
| العاصمة                                                   | بغداد                        | برازافيل                                                   |
| اللغة الرسمية                                             | اللغة العربية، اللغة الكردية | لغة فرنسية                                                 |
| العملة                                                    | دينار عراقي                  | فرنك وسط أفريقي                                            |
| الناتج المحلي الإجمالي (بليون دولار)                      | 197.72 مليار                 | 8.72 مليار                                                 |
| الناتج المحلي الإجمالي (تعادل القوة الشرائية) بليون دولار | 560.73 مليار                 | 29.48 مليار                                                |
| الناتج المحلي الإجمالي الاسمي للفرد دولار أمريكي          | 4.94 ألف                     | 1.85 ألف                                                   |
| الناتج المحلي الإجمالي للفرد دولار أمريكي                 | 15.06 ألف                    |                                                            |
| مؤشر التنمية البشرية                                      | 0.654                        | 0.591                                                      |
| رمز المكالمات الدولي                                      | +964                         | +242                                                       |
| رمز الإنترنت                                              | .iq                          | .cg                                                        |
| المنطقة الزمنية                                           | ت ع م+03:00، ت ع م+04:00     | ت ع م+01:00                                                |

## منظمات دولية مشتركة
يشترك البلدان في عضوية مجموعة من المنظمات الدولية، منها:
| علم المنظمة | اسم المنظمة                        | تاريخ انضمام العراق | تاريخ انضمام جمهورية الكونغو |
| ----------- | ---------------------------------- | ------------------- | ---------------------------- |
|             | البنك الدولي للإنشاء والتعمير      | 27 ديسمبر 1945      | 10 يوليو 1963                |
|             | يونسكو                             | 21 أكتوبر 1948      | 24 أكتوبر 1960               |
|             | وكالة ضمان الاستثمار متعدد الأطراف | 6 أكتوبر 2008       | 16 أكتوبر 1991               |
|             | مؤسسة التمويل الدولية              | 27 ديسمبر 1956      | 1 أكتوبر 1980                |
|             | منظمة الشرطة الجنائية الدولية      | ?                   | ?                            |
|             | الأمم المتحدة                      | 21 ديسمبر 1945      | 20 سبتمبر 1960               |
|             | مؤسسة التنمية الدولية              | 29 ديسمبر 1960      | 8 نوفمبر 1963                |
|             | منظمة حظر الأسلحة الكيميائية       | ?                   | ?                            |

## وصلات خارجية
- موقع وزارة الخارجية العراقية